# 雙斑尖條鰍
雙斑尖條鰍（學名：Oxynoemacheilus argyrogramma）為輻鰭魚綱鯉形目條鰍科尖條鰍屬的其中一種。分布於亞洲土耳其、敘利亞及伊朗淡水流域，體長可達6.2公分，棲息在山區溪流底層水域，生活習性不明。

## 扩展阅读
維基物種上的相關：雙斑尖條鰍